# ピークサマキ (小惑星)
ピークサマキ (1523 Pieksämäki) は、小惑星帯に位置する小惑星。フィンランド南西部の都市トゥルクで、ユルィヨ・バイサラによって発見された。
フィンランドの西部に位置する都市、ピークサマキ (en:Pieksämäki) に因んで命名された。